# Torneo Apertura 2012 Fútbol Femenino (Chile)
El Campeonato de Apertura de Primera División de Fútbol Femenino 2012 fue el sexto torneo de la Primera División de fútbol femenino de Chile, Comenzó el día 3 de marzo y concluyó el 24 de junio de 2012 con triunfo de Colo-Colo en la final sobre Everton, logrando así el campeonato, su cuarta estrella oficial y la clasificación a la Copa Libertadores Femenina 2012. La organización de este torneo depende de la ANFP, y los partidos más importantes fueron transmitidos por CNX Radio Chile a través de su sitio Web.

## Modalidad
Los participantes jugaron en una ronda contra los 13 equipos restantes. Los cuatro primeros lugares clasificarán a los play-offs, en donde los equipos jugarán en semifinal y final.
El equipo ganador de la final se coronará campeón del Campeonato de Apertura de Primera División de Fútbol Femenino.
En todos los partidos se aplicó el sistema de puntos de acuerdo a la reglamentación de la F.A. Board Internacional en la cual se asignan 3 puntos al equipo ganador, 1 punto a cada equipo en caso de empate y ceros puntos al equipo perdedor.
La ubicación de los equipos en la tabla general de clasificación se definió de acuerdo a los siguientes criterios:
- a) Mayor cantidad de puntos obtenidos.
- b) Mayor cantidad de partidos ganados.
- c) Mejor diferencia entre los goles marcados y recibidos.
- d) La mayor cantidad de goles marcados.
- e) La menor cantidad de goles recibidos.
- f) Resultado de los partidos entre ellos.
- g) Sorteo.

## Incorporaciones y Retiros
| a Apertura 2012 |
| --------------- |
| No hubo         |

| a Asociación de Origen         |
| ------------------------------ |
| Cobreloa Desafiliado           |
| Coquimbo Unido Desafiliado     |
| Deportes Melipilla Desafiliado |

## Equipos participantes
| Nombre               | Ciudad                   | Fundación               | Estadio                               |
| -------------------- | ------------------------ | ----------------------- | ------------------------------------- |
| Audax Italiano       | Santiago (La Florida)    | 30 de noviembre de 1910 | Bicentenario Municipal de La Florida  |
| Cobresal             | El Salvador              | 5 de mayo de 1979       | El Cobre                              |
| Colo-Colo            | Santiago (Macul)         | 19 de abril de 1925     | Monumental                            |
| Deportes La Serena   | La Serena                | 9 de diciembre de 1955  | La Portada                            |
| Curicó Unido         | Curicó                   | 26 de febrero de 1973   | La Granja                             |
| Santiago Wanderers   | Valparaíso               | 15 de agosto de 1892    | Regional Chiledeportes                |
| Unión Española       | Santiago (Independencia) | 18 de mayo de 1897      | Santa Laura                           |
| Universidad Católica | Santiago (Las Condes)    | 21 de abril de 1937     | San Carlos de Apoquindo               |
| Universidad de Chile | Santiago (Ñuñoa)         | 24 de mayo de 1927      | Nacional Julio Martínez               |
| Ñublense             | Chillán                  | 20 de agosto de 1916    | Bicentenario Municipal Nelson Oyarzún |
| Palestino            | Santiago (La Cisterna)   | 20 de agosto de 1920    | Municipal de La Cisterna              |
| Santiago Morning     | Santiago (La Pintana)    | 16 de octubre de 1903   | Municipal de La Pintana               |
| San Marcos de Arica  | Arica                    | 14 de febrero de 1978   | Carlos Dittborn                       |
| Everton              | Viña del Mar             | 24 de junio de 1909     | Sausalito                             |

## Tabla General
| POS. | EQUIPO               | PTS  | PJ | PG | PE | PP | GF  | GC | DG  | REND   |
| ---- | -------------------- | ---- | -- | -- | -- | -- | --- | -- | --- | ------ |
| 1    | Colo-Colo            | 39   | 13 | 13 | 0  | 0  | 151 | 1  | 150 | 100%   |
| 2    | Everton              | 34   | 13 | 11 | 1  | 1  | 99  | 10 | 89  | 87,18% |
| 3    | Audax Italiano       | 28   | 13 | 9  | 1  | 3  | 43  | 22 | 21  | 71,79% |
| 4    | Santiago Morning     | 28   | 13 | 9  | 1  | 3  | 31  | 20 | 11  | 71,79% |
| 5    | Universidad de Chile | 21   | 12 | 7  | 0  | 5  | 33  | 36 | -3  | 53,85% |
| 6    | Universidad Católica | 20   | 13 | 6  | 2  | 5  | 37  | 29 | 8   | 51,28% |
| 7    | Santiago Wanderers   | 18   | 13 | 5  | 3  | 5  | 24  | 31 | -7  | 46,15% |
| 8    | Unión Española       | 17   | 13 | 5  | 2  | 6  | 23  | 21 | 2   | 43,59% |
| 9    | Curicó Unido         | 15   | 12 | 4  | 3  | 5  | 24  | 45 | -21 | 38,46% |
| 10   | Palestino            | 14   | 13 | 4  | 2  | 7  | 13  | 47 | -34 | 35,90% |
| 11   | Cobresal             | 10   | 13 | 3  | 1  | 9  | 13  | 54 | -41 | 25,64% |
| 12   | Deportes La Serena   | 8    | 13 | 2  | 2  | 9  | 16  | 58 | -42 | 20,51% |
| 13   | Ñublense             | 7    | 13 | 2  | 1  | 10 | 9   | 75 | -66 | 17,95% |
| 14   | San Marcos de Arica  | -2 * | 13 | 0  | 1  | 12 | 9   | 76 | -67 | -5,13% |

POS. = Posición; PTS = Puntos; PJ = Partidos Jugados; PG = Partidos Ganados; PE = Partidos Empatados; 
 PP = Partidos Perdidos; GF = Goles a favor; GC = Goles en contra; DG = Diferencia de goles
|  | Clasificados a Playoffs. |

*Nota: San Marcos de Arica fue penalizado con la resta de 3 puntos, ya que inscribió a una jugadora luego del inicio del partido jugado frente a Colo-Colo.

## Play-offs
Concluida la Fase Clasificatoria, los 4 primeros equipos de la tabla general accederán a esta etapa y disputarán el título del Torneo de Apertura 2012.
Los encuentros se efectuarán en partidos de ida y vuelta, siendo local en el partido de ida el equipo que obtenga la peor ubicación en la tabla general.
|  | Semifinales 3 de junio (ida) - 9 de junio (vuelta) | Semifinales 3 de junio (ida) - 9 de junio (vuelta) | Semifinales 3 de junio (ida) - 9 de junio (vuelta) | Semifinales 3 de junio (ida) - 9 de junio (vuelta) | Semifinales 3 de junio (ida) - 9 de junio (vuelta) |   |           | Final 19 de junio (ida) - 24 de junio (vuelta) | Final 19 de junio (ida) - 24 de junio (vuelta) | Final 19 de junio (ida) - 24 de junio (vuelta) | Final 19 de junio (ida) - 24 de junio (vuelta) | Final 19 de junio (ida) - 24 de junio (vuelta) |
|  |                                                    |                                                    |                                                    |                                                    |                                                    |   |           |                                                |                                                |                                                |                                                |                                                |
|  | Colo-Colo                                          | Colo-Colo                                          | 2                                                  | 5                                                  | 7                                                  |   |           |                                                |                                                |                                                |                                                |                                                |
|  | Santiago Morning                                   | Santiago Morning                                   | 0                                                  | 0                                                  | 0                                                  |   |           |                                                |                                                |                                                |                                                |                                                |
|  |                                                    |                                                    |                                                    |                                                    |                                                    |   | Colo-Colo | Colo-Colo                                      | 5                                              | 2                                              | 7                                              |                                                |
|  |                                                    | Everton                                            | Everton                                            | 0                                                  | 0                                                  | 0 |           |                                                |                                                |                                                |                                                |                                                |
|  | Everton                                            | Everton                                            | 2                                                  | 5                                                  | 7                                                  |   |           |                                                |                                                |                                                |                                                |                                                |
|  | Audax Italiano                                     | Audax Italiano                                     | 0                                                  | 1                                                  | 1                                                  |   |           |                                                |                                                |                                                |                                                |                                                |

## Campeón
| Chile               |
| Colo-Colo 4º título |

## Goleadoras
| Jugadora           | Equipo               | Goles |
| ------------------ | -------------------- | ----- |
| Gloria Villamayor  | Colo-Colo            | 27    |
| Karen Araya        | Colo-Colo            | 25    |
| Yusmery Ascanio    | Colo-Colo            | 24    |
| Paula Espinoza     | Everton              | 19    |
| María José Urrutia | Universidad Católica | 17    |
| Estefanía Banini   | Colo-Colo            | 17    |
| Camila Saez        | Everton              | 14    |
| Yanara Aedo        | Colo-Colo            | 14    |
| Nathalie Quezada   | Colo-Colo            | 13    |
| Rebeca Fernández   | Everton              | 12    |

## Hechos Destacados
- Colo-Colo obtuvo el campeonato ganando los 17 partidos disputados.
- El 24 de junio Colo-Colo se convirtió en el primer equipo en lograr un Tetracampeonato en ambas divisiones: Masculino (2006-2007) y Femenino (2010-2011-2012).[3]
- Christiane Endler, la portera de Colo-Colo, suma 1.245 minutos sin recibir goles, logrando así un récord a nivel mundial.